# Генрікас Радаускас
Генрікас Радаускас (23 квітня 1910, Краків — 27 серпня 1970, Вашингтон) — литовський поет і письменник.

## Життєпис
Генрікас Радаускас дитинство провів у Паневежисі. Згодом його сім'я переїхала до Новоніколаєвська, нині Новосибірська, де він став відвідувати школу.
Після здобуття Литвою незалежності після І світової війни з родиною повернувся до Литви. Вдома вивчав литовську, німецьку та російську літературу в Університеті Вітаутаса-Магнуса у Каунасі. У 1936 році став редактором Литовської комісії книгодрукування. Радаускас емігрував до Сполучених Штатів у 1949 році. За останні роки працював у Бібліотеці Конгресу.

## Поетичні збірки
- «Fontanas» («Фонтани»), 1935;
- «Strėlė danguje» («Стріла в небі»), 1950;
- «Žiemos daina» («Зимова пісня»), 1955;
- «Eilėraščiai» («Вірші»), 1965.